# 過ぎし日の想い出
「過ぎし日の想い出」（原題： Torn Between Two Lovers）は、メアリー・マクレガー（当時の日本盤での表記は「メアリー・マッグレガー」）が1976年に発表した楽曲。デビュー曲ながら各チャートの上位を占め、大ヒットとなった。

## 概要
ピーター・ヤーロウのソロ・ツアーにコーラスとして参加していたメアリー・マクレガーは、1975年にロサンゼルスに設立されたアリオラ・アメリカと契約する。デビュー・シングルに選ばれたのはヤーロウとフィリップ・ジャレルが書いた本作品だった。レコーディングはマッスル・ショールズ・サウンド・スタジオで行われた。
1976年10月にシングルA面曲として発売。B面は「愛の香り（I Just Want to Love You）」。アルバム『Torn Between Two Lovers』に収録された。
1977年2月5日から2月12日にかけて2週連続でビルボード・Hot 100の1位を記録。またビルボードのイージーリスニング・チャートで1位、カントリー・チャートで3位、全英シングルチャートで4位、カナダRPMで1位、キャッシュボックスで1位を記録した。1977年のビルボードの年間チャートで10位を記録した。
ドイツ語、ポルトガル語、オランダ語、スウェーデン語、スペイン語など様々な言語で歌われたことでも知られる。
「二人の恋人の間で引き裂かれ／まるでばかみたいね／あなたたち二人を愛することは／完全な規則破り」という歌詞が繰り返される。

## カバー
- タンポポ（1977年、シングル「過ぎし日の想い出」収録。片桐和子による日本語詞）
- 木之内みどり（1977年7月25日発売の６枚目のアルバム「ジュ・テーム」の２曲目にタイトル「ふっと幸せ…」で収録）